# 陳志謀
陳志謀(1958年1月30日—），台灣桃園市龜山區人，中華民國政治人物，臺灣省立中壢高級中學畢業，輔仁大學法學士畢業。曾任桃園縣議員、桃園縣黨部主任委員、龜山鄉長、桃園市議員。

## 政治

### 1998年當選第十四屆桃園縣議員
1997年，陳志謀以一屆鄉民代表的新秀之姿，努力爭取民主進步黨提名桃園縣議員候選人，因為龜山鄉地區長久以來，藍大於綠，四席縣議員中，中國國民黨一向占三席，而民進黨只有一席，陳志謀首開先例，開創兩藍兩綠的先例，並從此連選連任三屆縣議員。

### 2010年當選第十六屆龜山鄉鄉長
龜山鄉六O年以來，皆是中國國民黨籍的行政首長，而陳志謀首開先例，以些微差距，贏過當時競選連任的呂學記，成為龜山鄉第一位民主進步黨籍的行政首長。

### 2012年貪汙官司事件
陳志謀曾任鄉民代表、桃園縣議員，2009年12月當選桃園縣龜山鄉長。
陳志謀被檢舉擔任鄉長期間向包商索賄，2012年2月21日桃園地檢署、法務部調查局-桃園市調處發動搜索，調查員衝進陳志謀的辦公室，陳志謀躲到廁所，把裝15萬元現金的牛皮紙袋朝窗戶外扔被查獲；2012年6月桃園地檢偵查終結起訴，指陳志謀在龜山鄉公所發包5百萬元工程收回扣、索賄達3百多萬元。(經法院審理後，認定收賄金額為新台幣498萬3千元)
桃園地院耗費7年審理後，於2019年4月1日作出第一審判決，依5個貪汙犯行判陳20年徒刑。一審判決後，陳志謀等同案被告和桃園地檢皆上訴。
上訴台灣高等法院(108年度矚上訴字第2號)後，陳志謀仍否認收賄犯行，高院前審認為、陳志謀當時擔任龜山鄉鄉長，卻利用鄉長可決定核撥各期工程款項期程的公權力，向民間廠商強募財物20萬元，又按公用工程的數量向廠商收取賄款，共達498萬3千元，破壞官箴。
上訴台灣最高法院(111年度台上字第1789號)後，除撤銷陳志謀、藉勢藉端強募財物部分外，也撤銷蔡文祺、藉勢藉端強募財物及楊永昌對於職務上行為收受賄賂部分，其餘發回台灣高等法院更審。
民國113年1月31日台灣高等法院更一審(112年度重矚上更一字第26號)、審理後，撤銷陳志謀藉勢借端強募財物和定應執行刑部分、楊永昌關於對於職務上行為收收賄賂部分，和蔡文祺部分，同案被訴的鄉公所監工楊永昌、許志強，轉手賄款的蔡文祺、李茂程、鄭少熙等人，高院前審均撤銷改判。
蔡文祺依收賄罪判3年6月刑，褫奪公權2年，楊永昌撤銷部分改判無罪。
具保停止羈押所繳保金(101年刑保字第244號)新台幣220萬，使陳志謀於訴訟期間准予停止羈押，陳志謀逃匿後，經桃園地檢署檢察官聲請(112年度聲字第2679號)沒入，於民國113年1月15日經桃園地方法院裁准沒入。
最終，陳志謀於判決確定前即逃匿，經桃園地檢署於兩次傳喚發監執行、均傳拘無著，後於112年12月4日發布(貪汙治罪條例)通緝迄今。

### 2014年以過半支持率獲得民主進步黨龜山區市議員提名候選人
陳志謀因考量未來龜山區長將無實權，因而投入參選市議員，龜山選區四人參選，提名一男一女，民調順序為：陳志謀五十三．七七％、林俐玲二十一．六六％、許森能十九．五七％、張忠發五％，陳志謀、林俐玲將獲提名。龜山選區現任鄉長陳志謀以過半的支持率擠下現任議員許森能，成為年底民進黨提名候選人。

## 相關網站
- FB陳志謀個人網站

1. ↑  .   [2014-04-12]. （原始内容存档于2018-12-03）.